# Martin Disteli (mathématicien)
Pour les articles homonymes, voir Martin Disteli.
Martin Disteli (1862-1923) était un mathématicien allemand qui étudia à Zürich où il obtint son doctorat en 1888. Après des postes à Karlsruhe, Strasbourg et Dresde, il fut nommé professeur ordinaire de géométrie à Zürich en 1920. Il n'occupa cette chaire que pendant trois ans depuis sa mort en 1923. Martin a participé au Congrès international des mathématiciens de 1904.

## Référencies
1. ↑  (en) « Andreas Speiser - Biography », sur Maths History (consulté le 8 septembre 2021)